# Як-26
Як-26 (по классификации НАТО: Flashlight — «Фонарик») — малосерийный сверхзвуковой бомбардировщик ОКБ-115 А. С. Яковлева. Создан на базе Як-25Р для доставки к цели тактической атомной бомбы 8У49 «Наташа» мощностью 40 кт и массой 450 кг. Первый в СССР сверхзвуковой фронтовой бомбардировщик.

## История
В 1950-х годах кардинально менялись требования к военным самолетам, это происходило по причине активного развития двигателестроения и авиации в целом. После создания перехватчика Як-25 и разведчика Як-25Р возникла задача создать на базе этих самолетов более мощный и быстрый бомбардировщик с возможностью достижения максимальной скорости 1350-1400 км/ч, высоты полета до 16700 м и дальности полета 2200 км. Максимальная бомбовая нагрузка увеличивалась до 3000 кг. На самолет планировали установить двигатели РД-9АК.
Новый бомбардировщик получил предварительное обозначение Як-123, позже его переименовали в Як-26.
Первый полёт Як-123/1 совершил весной 1956 года и в июне был передан на государственные испытания, которые не прошёл. Но ещё до первого полёта самолёта было принято решение о постройке малой серии из 10 машин. После существенных доработок и замены двигателей на РД-9Ф, к концу 1957 года, самолёт прошёл испытания (участвовали уже 3 самолёта), подтвердив заявленные характеристики. К началу 1958 года уже выходил на испытания Як-28, поэтому работы по Як-26 были прекращены.
Самолет использовался как разведчик в Афганистане и Восточной Европе. Участие в полноценных боевых действиях он никогда не принимал.
В истории авиастроения СССР Як-26 стал первым советским бомбардировщиком, который смог преодолеть звуковой барьер.

## Конструкция
Як-26 - двухместный, двухдвигательный свободнонесущий высокоплан со стреловидным крылом и стреловидным оперением.
Фюзеляж - полумонокок  с круглым сечением в средней части и овальным в хвостовой части. В носовой части находилась кабина пилотов, которая закрывалась прозрачным фонарём.В средней части фюзеляжа располагались центроплан, бомбовый отсек и топливные баки. В хвостовой части фюзеляжа находился тормозной парашют и некоторые приборы.
Крыло - состоит из центроплана и двух консолей. Силовой набор крыла - три лонжерона, нервюры и стрингера. Механизация крыла - элероны и закрылки. На крыле установлены мотогондолы, которые были разделены с фюзеляжем специальными гребнями.
Хвостовое оперение - состоит из двухлонжеронного киля, руля направления и переставного стабилизатора.
Шасси - велосипедного типа. Состоит из носовой и задней двухколесных стоек, а также одноколесных крыльевых опор. Носовая и задняя опоры убирались в ниши во внутрь фюзеляжа. Крыльевые опоры убирались в специальные обтекатели. Все опоры имели азотно-гидравлические амортизаторы.
Силовая установка - два турбореактивных двигателя РД-9АК с тягой 2000 кгс каждый. Двигатели располагались в мотогондолах установленных под консолями  крыла. Топливо находилось в шести баках внутри фюзеляжа. Емкость баков составляла 5275 литров, но ее можно было увеличить путем установки дополнительных баков. Оба двигателя были оборудованы устройством автозапуска и противообледенительной системой.
Система управления - смешанная. Бустерная система применялась в канале крена и тангажа. Механическая использовалась для канала рыскания. Пневматическая система применялась для управления передней створкой шасси и торможения. Гидравлическая система для управления элеронами, шасси и других систем.

## Тактико-технические характеристики Як-26-3

### Технические характеристики
- Экипаж: 2 человека
- Длина: 17,16 м
- Размах крыла: 10,964 м
- Площадь крыла: 28,94 м²
- Масса
  - Пустого: 7295 кг
  - Максимальная взлётная: 11 500 кг
- Двигатели: 2 × ТРД РД-9АК
- Тяга: 2 × 2000 кгс

### Лётные характеристики
- Максимальная скорость: 1230 км/ч
- Дальность полёта: 2050 км
- Практический потолок: 15 100 м

### Вооружение
- Стрелково-пушечное: 4 × 23-мм пушки с 1200 снарядами
- Бомбовое: 8 × ФАБ-100, 4 × ФАБ-250, 2 × ФАБ-500, 1 × РДС-4, 1 × 8У49.

В перегрузку: 8 × ФАБ-250, 2 × ФАБ-250 + 2 × ФАБ-500, 1 × ФАБ-1500
- Неуправляемое: 2 × С-24, 4 × С-21, 12 × С-3К, 125 × ТРС-82, 8 × С-21, 30 × ТРС-132, 140 × С-5